# Lissorhoptrus oryzophilus
Il punteruolo del riso (Lissorhoptrus oryzophilus Kuschel, 1952) è un coleottero curculionoideo della famiglia Brachyceridae, originario del continente americano. Il suo areale comprende Canada, Stati Uniti orientali, Messico, Cuba, Repubblica Dominicana, Colombia, Suriname e Venezuela; inoltre più raramente compare nelle aree risicole dell'Asia (Cina, India, Giappone, Corea e Taiwan) ed anche in Italia, esclusivamente in Piemonte e Lombardia.

## Descrizione
Le uova sono di forma cilindrica, la loro lunghezza si attesta sui 0,8 mm e la larghezza di 0,14 mm, il colore appare bianco perlaceo; si nascondono facilmente grazie alle loro dimensioni ridotte nelle guaine fogliari o, più raramente, nelle radici.

## Biologia
L'alimentazione delle forme adulte è costituita principalmente dai tessuti delle giovani foglie di riso e di altre monocotiledoni infestanti, emergenti dall'acqua. Grazie al suo apparato boccale masticatore, riesce a provocare scarificazioni longitudinali di lunghezza variabile, parallele alle nervature delle foglie, da cui si può evincere la presenza dell'insetto. I danni sono anche di altra natura: i problemi maggiori si verificano nelle larve appena uscite dalle uova deposte nella guaina della parte sommersa della foglia; esse andando alla ricerca di cibo si nutrono delle radici, provocando ingenti danni. Inoltre, le larve sono dotate di due uncini, collegate alle trachee, che servono per bucare il parenchima aerifero della pianta per poterne prelevare l'ossigeno.
Le piante quando vengono infestate da tali larve mostrano i vari danni provocati: sviluppo ridotto, scarso accestimento, minor peso della granella, fino al possibile sradicamento delle piante. È stata stimata intorno al 30% la quantità di danni che tali larve provocano alle piante.

## Lotta
I paesi in cui il punteruolo è presente stabilmente hanno adottato programmi di controllo di diversa natura: in particolare essi prevedono l'uso di insetticidi per la concia del seme, l'uso di cultivar tolleranti ed il ricorso a pratiche agronomiche quali il ritardo della sommersione della risaia. Come misura di profilassi converrebbe effettuare un controllo della vegetazione ripariale che è un'importante risorsa trofica per gli adulti all'inizio ed alla fine del ciclo della coltivazione del riso.
Dopo i primi danni nell'area novarese nella campagna del 2006, l'Ente Nazionale Risi ha ricevuto dalla regione Piemonte un incarico, partito nel 2007, di durata triennale, per esporre le possibili soluzioni al problema. Inizialmente si era pensato di studiare le modalità di coltivazione e dell'epoca di semina sulla biologia di L. oryzophilus e sul relativo danno, con riguardo a quali utilità potessero avere dei preparati insetticidi, studiati appositamente. Secondo gli studi svolti, le larve sono più numerose con la modalità di semina interrata e in quella dell'epoca tradizionale rispetto a quella tardiva; altri risultati utili sinora non si sono avuti, mentre le sperimentazioni si stanno concentrando sui possibili usi dei vari insetticidi. Attualmente contro tale insetto non esistono prodotti fitosanitari adeguati.